# Condac
Condac é uma comuna francesa na região administrativa da Nova Aquitânia, no departamento de Charente. Estende-se por uma área de 9,59 km². Em 2010 a comuna tinha 479 habitantes (densidade: 49,9 hab./km²).